# Recteurs de l'université Saint-Clément-d'Ohrid de Sofia

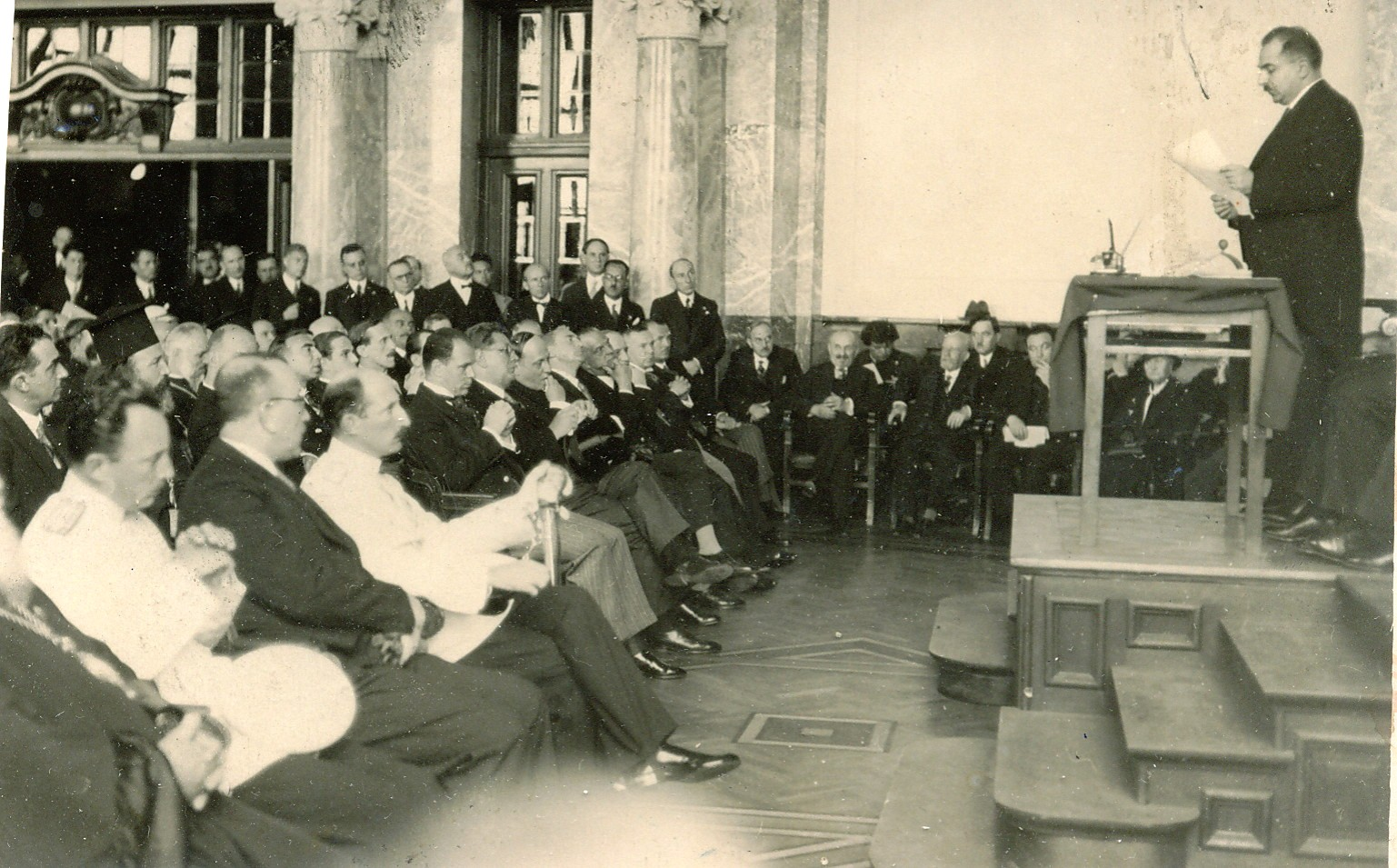
Séance d'ouverture du IVe Congrès international des études byzantines dans l'amphithéâtre de l'université de Sofia, 9 septembre 1934. Sur le podium, Liouben Dikov devant Tsar Boris III et Bogdan Filov. Le studio «Byzance après Byzance» est spécialement dédié à l'événement.

L'université Saint-Clément-d'Ohrid de Sofia est dirigée par un Recteur sont élus le 1er octobre de chaque année académique jusqu'en 1945. Ensuite, leur mandat est différent. En 2021, le nombre de recteurs est de 56 et le nombre de sièges est de 74.

## Liste[1]
1. Aleksandar Teodorov Balan 1888-1889; 1896-1897; 1902-1903
2. Dimitar Agura 1889-1890; 1892-1893; 1894-1895; 1907-1908
3. Emanuil Ivanov 1890-1891; 1892-1894
4. Ivan Gheorgov 1891-1892; 1898-1899; 1905-1906; 1916-1917; 1918-1919
5. Marin Batchevarov 1895-1896
6. Georgi Zlatarski 1897-1898; 1901-1902; 1904-1905
7. Nikola Dobrev 1899-1900
8. Lubomir Miletitch 1900-1901; 1921-1922
9. Bontcho Boev 1903-1904
10. Stefan Kirov 1906-1907; 1912-1913
11. Pencho Raikov 1908-1909
12. Michail Popovilyeff 1909-1910
13. Benjo Tsonev 1910-1911
14. Stépan Jurinic 1911-1912
15. Vasil Zlatarski 1913-1914; 1924-1925
16. Georgi Bontchev 1914-1915
17. Anastas Ichirkov 1915-1916
18. Georgi Chichkov 1917-1918; 1928-1929
19. Alexandre Tsankov 1919-1920
20. Méthodij Popov 1920-1921
21. Zahari Karaoglanov 1922-1923; 1932-1933
22. Vassil Mollov 1923-1924; 1934-1935
23. Stefan Petkov 1925-1926
24. Vladimir Alexiev 1926-1927
25. Gavril Kacarov 1927-1928
26. Stefan Balamezov 1929-1930
27. Stoyan Kirkovitch 1930-1931
28. Bogdan Filov 1931-1932
29. Liouben Dikov 1933-1934
30. Mihail Arnaudov 1935-1936
31. Georgi Manev 1936-1937
32. Georgi Guénov 1937-1938
33. Alexandre Stanishev 1938-1939
34. Yanaki Mollov 1939-1940
35. Stefan Tsankov 1940-1941
36. Stefan Angelov 1941-1942
37. Dimitar Katzarov 1942-1943
38. Loubomir Chakalov 1943-1944
39. Dimitar Silyanovski 1944-1945
40. Dimitar Orahovac 1945-1947
41. Georgi Nadjakov 1947-1951
42. Vladimir Ivanov Georgiev 1951-1956
43. Daki Yordanov 1956-1962
44. Dimitʺr Kosev 1962-1968
45. Pantélej Zarev 1968-1972
46. Hristo Hristov 1972-1973
47. Blagovest Sendov 1973-1979
48. Ilcho Dimitrov 1979-1981
49. Georgi Bliznakov 1981-1986
50. Mintcho Semov 1986-1989
51. Nikola Popov 1989-1991
52. Nikolaï Genchev 1991-1993
53. Ivan Lalov 1993-1999
54. Boyan Bioltchev 1999-2007
55. Ivan Iltchev 2007-2015
56. Anastas Guerdjikov 2015-